# Zion Suzuki
Zion Suzuki (鈴木 彩艶 Suzuki Zion?), född 21 augusti 2002 i USA, är en japansk fotbollsspelare.
I maj 2019 blev han uttagen i Japans trupp till U20-världsmästerskapet 2019.